# Атанас Тинтеров
Атанас Видулов Тинтеров е български математик, толстоист. Един от учените, положили основите на математическото образование в България, професор в Софийския университет.

## Биография
Атанас Тинтеров е роден в Калофер, според някои сведения на 11 май 1856 г., а според други – на 10 юли 1857 г., в семейството на Видул Тинтеров и Гена Атанасова Аврамова.
Завършва математика в Одеския университет през 1881 г.
Проф. Атанас Тинтеров е единият от тези, които съграждат първите две десетилетия на висшето образование по математика в България.
След Теодор Монин и Емануил Иванов, до 1897 г. включително, във Физико-математическия факултет последователно постъпват математиците:
- Антон Шоурек – от 1 октомври 1890 г.
- Владислав Шак – от 1 октомври 1891 г.
- Михаил Момчилов – от 1 октомври 1891 г.
- Атанас Тинтеров – от 1893 г.
- Спиридон Ганев – от 1 октомври 1893 г.

Това са математиците в този факултет от така нареченото първо поколение, които полагат основите на висшето математическо образование в България.
От 1889 до 1990 престижът на Физико-математическия факултет постепенно нараства и докато в началото на този период се изказват опасения, че няма да се намерят достатъчно кандидати за записване в него, то в края на този период той почти напълно задовалява нуждите на страната ни от учители, а по-късно и за преподаватели в самия него.
Атанас Тинтеров е последователно:
- Извънреден преподавател по алгебрически анализ във Висшето училище в София през 1893/94 г.,
- Извънреден професор от 1 януари 1899 г. до 1 януари 1904 г.,
- Редовен преподавател, титуляр на Катедрата по основи на висшата математика от 1 януари 1904 г. до 1 февруари 1908 г.,
- Частен доцент по математика от 12 февруари 1908 г. до 1 септември 1909 г.,
- Редовен професор, титуляр на Катедрата по диференциално и интегрално смятане от 1 септември 1909 г. до 15 октомври 1910 г.

Чете лекции по алгебрически анализ, основи на висшата математика, диференциално и интегрално смятане, теория на вероятностите, геометрически приложения на интегралното смятане.
Първият випуск „физико-математици“, завършили през 1892 г. се състои от „16 питомци от различни краища на страната“. Те са: Кирил Джанов от Карлово, Тодор Обрешков от Търново, Христо Мазнев от с. Радковци – Тревненско, Тодор Добринов от Свищов, Иван Куюмджиев от Ески Джумая, Иван П. Димчев от с. Стралджа – Ямболско, Тодор Тодоров от Сливен, Стефан Радославов от Търново, Иван Гарванов от Стара Загора, Коста Атанасов от Търново, Тодор Свещаров от Чирпан, Васил Русчев от Бяла черква – Търновско, Илия Т. Илиев от Стара Загора, Методий Божинов от с. Крива бара – Ломско, Тодор Радов от с. Али паша – Чирпанско, и Антон Кравков от Казанлък.
Първият доцент във факултета – негов възпитаник е Георги Стоянов, назначен за доцент през 1909 г.
През 1907 г. Софийският университет, а заедно с него и Физико-математическия факултет прекарват тежко изпитание. Поради освиркването на Фердинанд I от студентите, университетът е затворен, а професорите уволнени. След няколко месеца университетът е отворен и са назначени други професори. След още няколко месеца обаче друг министър уволнява новоназначените професори и възстановява старите.
След две години ново нещастие сполетява математическия институт. Във връзка със скандал между проф. Спиридон Ганев и студенти през 1910 г., професорите Емануил Иванов и Атанас Тинтеров демонстративно напускат университета, а през 1911 г. проф. Спиридон Ганев е отстранен от университета.
Умира на 13 август 1927 г.

## Памет
На професор Атанас Тинтеров е наречена улица в квартал „Студентски град“ в София (Карта).